# Kanton Montataire
Kanton Montataire (fr. Canton de Montataire) je francouzský kanton v departementu Oise v regionu Hauts-de-France. Skládá se z 15 obcí. Před reformou kantonů 2014 ho tvořilo 10 obcí.

## Obce kantonu
od roku 2015:
- Balagny-sur-Thérain
- Blaincourt-lès-Précy
- Cires-lès-Mello
- Cramoisy
- Foulangues
- Maysel
- Mello
- Montataire
- Précy-sur-Oise
- Rousseloy
- Saint-Leu-d'Esserent
- Saint-Vaast-lès-Mello
- Thiverny
- Ully-Saint-Georges
- Villers-sous-Saint-Leu

před rokem 2015:
- Blaincourt-lès-Précy
- Cramoisy
- Maysel
- Mello
- Montataire
- Précy-sur-Oise
- Saint-Leu-d'Esserent
- Saint-Vaast-lès-Mello
- Thiverny
- Villers-sous-Saint-Leu